# Oslofjord (Schiff, 1938)
Die Oslofjord (II) war ein 1938 in Dienst gestelltes Passagierschiff der norwegischen Reederei Den norske Amerikalinje, das zwischen Norwegen und den USA verkehrte. Sie sank im Januar 1941 nach nur zwei Dienstjahren, nachdem sie am 1. Dezember 1940 bei Tynemouth auf eine Seemine gelaufen war. Das Wrack der Oslofjord ist das größte an der englischen Ostküste.

## Das Schiff
Das 18.673 BRT große Motorschiff Oslofjord wurde für die norwegische Reederei Den norske Amerikalinje A/S (NAL) gebaut, die im englischen Sprachraum Norwegian-America Line genannt wurde. Das am 29. Dezember 1937 auf der Bremer Schiffswerft AG Weser vom Stapel gelaufene Passagierschiff war 171,75 Meter lang, 22,37 Meter breit und fünf Decks hoch. Es konnten 860 Passagiere (davon 152 in der Kabinenklasse, 307 in der Touristenklasse und 401 in der Dritten Klasse) sowie 310 Besatzungsmitglieder an Bord genommen werden.
Die Oslofjord wurde mit vier siebenzylindrigen Dieselmotoren der Maschinenfabrik Augsburg-Nürnberg AG angetrieben, die auf zwei Propeller wirkten. Die Übergabe an die Eigner erfolgte im Mai 1938. Die Reederei Den Norske Amerikalinje war 1910 gegründet worden, um einen Passagierdienst zwischen Norwegen und den Vereinigten Staaten zu etablieren. Ihre Schiffe bedienten die Route Oslo–Kristiansand–Stavanger–Bergen–New York.

## Umrüstung zum Truppentransporter
Anfang 1940 wurde die Oslofjord zusammen mit der Bergensfjord, der der gleichen Reederei angehörte, in New York aufgelegt. Im Oktober 1940 wurde entschieden, die Oslofjord künftig als Truppentransporter einzusetzen. Am 26. Oktober 1940 lief sie in Bayonne (US-Bundesstaat New Jersey) nach Halifax aus, wo sie am 28. Oktober eintraf. In Halifax wurde das Schiff umgerüstet und mit einer Vier-Inch-Kanone, acht Maschinengewehren, vier Lewis Guns, einer Flugabwehrkanone sowie Vorrichtungen zur Entmagnetisierung (engl. „Degaussing“) ausgestattet, um das Schiff für Magnetminen und Torpedos schwerer auffindbar zu machen.

## Untergang

### Strandung nach Minentreffer
Am 21. November 1940 lief die Oslofjord unter dem Kommando von Kapitän Ole Bornemann Bull in Halifax nach Großbritannien aus, wo weitere Umbaumaßnahmen vorgenommen werden sollten. Neben 188 Besatzungsmitgliedern und 150 Passagieren waren 3374 Tonnen allgemeine Fracht, 1775 Tonnen Dieselkraftstoff, 299 Tonnen andere Kraftstoffe, 1350 Tonnen Trinkwasser, Proviant für 350 Personen und 13.734 Postsäcke an Bord. Das Schiff fuhr ohne Geleitschutz. Am 28. November 1940 lief die Oslofjord in der schottischen Hafenstadt Gourock ein, wo die Passagiere von Bord gingen. Auch Post und Ladung sollten in Gourock gelöscht werden, doch das Schiff wurde am darauf folgenden Tag von der britischen Admiralität nach Newcastle upon Tyne geschickt. Begleitet wurde es von dem Zerstörer Vimy.
Die Oslofjord fuhr hinter der Vimy und befand sich etwa zwei Schiffslängen hinter ihr, als sie um etwa 08.20 Uhr am 1. Dezember etwa zwei Seemeilen ostsüdöstlich der Mündung des Flusses Tyne auf eine vermutlich deutsche Seemine lief. Fast alle Dienst habenden Besatzungsmitglieder auf der Kommandobrücke wurden von der Explosion zu Boden geworfen. Der Leitende Offizier Thorbjørn Thorsen befahl das Stoppen der Maschinen und fand kurz darauf den Rudergänger Yngvar Halvorsen und Kapitän Ole Bull bewusstlos an Deck liegend. Bull kam bald wieder zu Bewusstsein, aber er war verletzt und blutete.
Die meisten Besatzungsmitglieder verließen das Schiff in den Rettungsbooten und wurden von den Rettungskuttern Westmoreland und John Pyemont an Land gebracht. Bull und Halvorsen wurde in eines der Boote geholfen; Halvorsen erlag noch am selben Tag seinen Verletzungen. Nachdem festgestellt wurde, dass die Oslofjord trotz schwerer Schlagseite nach Steuerbord nicht sank, rief der Leitende Offizier mit einem Megafon ein sich in der Nähe befindendes Schiff herbei. Mehrere Schlepper und auch ein Lotse fanden sich ein, und die Oslofjord wurde ins Schlepptau genommen. Kapitän Bull kam kurz danach trotz Verletzungen und Schock wieder an Bord.
Nach Rücksprache mit der Admiralität weigerte sich der Lotse, die Oslofjord in Schlepp zu nehmen, da sie den Eingang zum Tyne blockieren könnte. Nach eingehenden Inspektionen wurde entschieden, dass es keine andere Möglichkeit gab, als das Schiff südlich des South Pier der Stadt Tynemouth auf Grund laufen zu lassen, was auch geschah. In den folgenden Tagen konnten freiwillige Helfer ca. 9.000 Postsäcke bergen. Einige Besatzungsmitglieder blieben zum 8. Dezember an Bord des Schiffs. Kapitän Bull lag inzwischen wegen eines verletzten Nackenwirbels im Krankenhaus.

### Untergang und Nachspiel
Während die Oslofjord am Ufer bei Tynemouth lag, begann sie, langsam auseinanderzubrechen. Kabinen, Salons und Laderäume wurden nach und nach geflutet, so dass auch die letzten verbliebenen Besatzungsmitglieder das Schiff verlassen mussten. Sie wurden bei aufgewühlter See und heftigen Starkwinden von der John Pyemont in Sicherheit gebracht. Die Oslofjord brach schließlich von der Nacht vom 21. auf den 22. Januar 1941 in stürmischem Wetter entzwei und kenterte.
In Newcastle-upon-Tyne fand am 18. Dezember 1940 unter Befragung einiger Besatzungsmitglieder die Untersuchung des Unglücks statt. Kapitän Ole Bull lag zu diesem Zeitpunkt noch im Krankenhaus und konnte nicht befragt werden. Er sagte später aus, dass sich die Oslofjord nicht dort hätte befinden sollen, wo sie sich befand. Als Truppentransporter sollte sie lediglich Häfen an der englischen und schottischen Westküste anlaufen. Auf ihrer letzten Fahrt sollte die Oslofjord eigentlich nach Glasgow fahren, wurde aber trotz seiner Proteste von der Admiralität an die Ostküste geschickt.
Die deutschen Besatzer Norwegens nutzten den Untergang der Oslofjord für ihre anti-britische Propaganda.
Das Wrack der Oslofjord liegt in etwa 12 Metern Tiefe auf der Position 55° 0′ 10,8″ N, 1° 23′ 43,5″ W. Es ist größtenteils eingebrochen, und die vier Dieselmotoren liegen frei. Der Bug zeigt auf das Meer hinaus. Um das Wrack herum liegen Geschirr und Bullaugen verteilt. Am 15. März 1943 kollidierte der griechische Dampfer Eugenia Chandris (5.317 t) mit dem Heck der Oslofjord und ging unter.